# Castelo d'Arlempdes
O Château d'Arlempdes é um castelo em ruínas do século XII. Localizado em Arlempdes, na região de Haute-Loire, no sudeste da França.